# Munzothamnus
Munzothamnus es un género monotípico de plantas herbáceas perteneciente a la familia  Asteraceae. Su única especie: Munzothamnus blairii (Munz & I.M.Johnst.) P.H.Raven, es originaria de Norteamérica. El género fue descrito por Peter Hamilton Raven y publicado en Aliso 5(3): 345, f. 6, en el año 1963.

## Descripción
Es un arbusto con tallo lanoso generalmente de más de un metro de altura, aproximándose a los dos metros. Las hojas se presentan en forma de manojos en los extremos de las ramas del tallo. Tienen hasta 15 centímetros de largo, de forma oblonga, y, a veces superficialmente muy lobuladas. Son lanosas cuando son nuevas, pero pierden su pelo y se convierten en color verde brillante con la edad. La inflorescencia es una gran variedad de hasta 35 capítulos de flores. Cada cabeza tiene una base cilíndrica  de un centímetro de largo y contiene de 9 a 12 flores de color lavanda o  rosado. El fruto es cilíndrico, es un aquenio estriado  con un blanco vilano.

## Distribución y hábitat
Es endémica a la isla de San Clemente, una de las islas del Canal de California. Crece a lo largo de rocas escarpadas, riscos rocosos y barrancos de la isla. 
Al igual que otras muchas especies endémicas de las Islas del Canal, esta planta se redujo a la rareza por la presencia de cabras salvajes en las islas, aunque las cabras ya se han eliminado.

## Sinonimia
- Malacothrix blairii (Munz & I.M. Johnst.) Munz & I.M. Johnst.
- Stephanomeria blairii Munz & I.M. Johnst.[4]